# تشکیل رولو

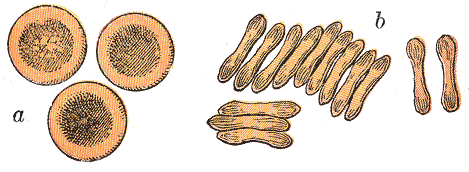
طومارهای گلبول قرمز معمولی پستانداران: (a) دید محوری (b) دید جانبی

تشکیل رولو یا طومارسازی گلبول قرمز (به فرانسوی: rouleau érythrocytaires) زمانی صورت می‌گیرد که ستونی از گلبول‌های قرمز در خون مهره داران ایجاد شود. در سطح صاف گلبول های قرمز (دیسکوئید) بخش وسیعی وجود دارد که امکان تماس و چسبیدن آنها به به یکدیگر را می دهد. این عارضه زمانی رخ می دهند که غلظت پروتئین پلاسما بالا باشد، و به همین دلیل سرعت رسوب گلبول قرمز نیز افزایش می یابد. این ملاک یک شاخص غیر اختصاصی از وجود بیماری است.